# Marche zászlaja
Marche zászlaját 1980. március 15-én fogadták el. A zászló fehér alapon a régió jelképét ábrázolja, felette a régió nevének zöld színű feliratával. Az embléma zöldszegélyű fehér pajzson ábrázol M betű, melynek bal szára egy stilizált harkályt formáz. A zászló oldalainak aránya 2:3.